# Kolesarski klub Adria Mobil
Kolesarski klub Adria Mobil (UCI koda ekipe: ADR) je slovenski kolesarski klub, ustanovljen leta 2005 v Novem mestu, tekmuje na nivoju kontinentalnih dirk. Glavni sponzor ekipe je proizvajalec avtodomov in prikolic Adria Mobil.

## Uspehi

### Mednarodne dirke
2005
3. etapa Istrska pomlad, Janez Brajkovič
6. etapa Thüringen Rundfahrt der U23, Miha Švab
2006
 Dirka po Sloveniji, Tomaž Nose
2. in 3. etapa, Tomaž Nose
Trofej Poreč, Simon Špilak
2007
Trofej Poreč, Marko Kump
Gran Premio Palio del Recioto, Robert Kišerlovski
 Dirka po Sloveniji, Tomaž Nose
prolog Dirka po Hrvaški, Jure Zrimšek
2008
VN Kranja, Grega Bole
2009
1. etapa, Istrska pomlad, Marko Kump
4. etapa, Dirka po Sloveniji, Marko Kump
Ljubljana–Zagreb, Robert Vrečer
7. etapa, Dirka po Hainanu, Grega Bole
2010
Trofeo Zsšdi, Marko Kump
Trofej Poreč, Matej Gnezda
4. etapa, Settimana Internazionale di Coppi e Bartali, Marko Kump
VN Kranja, Matej Gnezda
2011
Trofej Poreč, Blaž Jarc
Ljubljana–Zagreb, Kristjan Fajt
2012
Trofej Poreč, Matej Mugerli
1. etapa, Istrska pomlad, Marko Kump
Banja Luka–Beograd I, Marko Kump
Banja Luka–Beograd II, Matej Mugerli
1. etapa, Szlakiem Grodów Piastowskich, Marko Kump
4. etapa, Szlakiem Grodów Piastowskich, Radoslav Rogina
Grand Prix Südkärnten, Marko Kump
Central European Tour Budapest GP, Marko Kump
Ljubljana–Zagreb, Marko Kump
Dirka po Vojvodini I, Kristjan Fajt
2013
Trofej Umag, Aljaž Hočevar
Trofej Poreč, Matej Mugerli
 Istrska pomlad, Matej Mugerli
1. etapa, Matej Mugerli
VN Šenčur, Radoslav Rogina
Banja Luka–Beograd II, Matej Mugerli
Beograd–Čačak, Matej Mugerli
 Dirka po Sloveniji, Radoslav Rogina
3. etapa, Radoslav Rogina
2014
Trofej Umag, Matej Mugerli
Gran Premio Industrie del Marmo, Matej Mugerli
2. etapa, Dirka po Azerbajdžanu, Primož Roglič
GP Judendorf-Strassengel, Radoslav Rogina
Giro del Medio Brenta, Klemen Štimulak
 Dirka po Sibiuju, Radoslav Rogina
1. etapa, Radoslav Rogina
Hrvaška–Slovenija, Primož Roglič
2015
Trofej Umag, Marko Kump
Trofej Poreč, Marko Kump
3. etapa, Istrska pomlad, Marko Kump
VN Adria Mobil, Marko Kump
Beograd–Banja Luka I, Marko Kump
2. etapa, Dirka po Hrvaški, Marko Kump
 Dirka po Azerbajdžanu,  Primož Roglič
1. etapa, Marko Kump
2. etapa, Primož Roglič
Dirka po Małopolski, Marko Kump
1. in 2. etapa, Marko Kump
 Dirka po Sloveniji, Primož Roglič
3. etapa, Primož Roglič
4. etapa, Marko Kump
 Dirka okoli jezera Činghaj, Radoslav Rogina
1., 2., 6., 9. in 12. etapa, Marko Kump
5. etapa, Primož Roglič
Hrvaška–Slovenija, Marko Kump
2016
VN Izole, Jure Golčer
Ronde van Vlaanderen U23, David Per
2017
2. etapa, Dirka okoli jezera Činghaj, Dušan Rajović
Hrvaška–Slovenija, Dušan Rajović
2018
VN Izole, Dušan Rajović
Beograd–Banja Luka, Gašper Katrašnik
1. in 2. etapa, Gašper Katrašnik
4. etapa Szlakiem Grodów Piastowskich, Gašper Katrašnik
10, etapa Dirka okoli jezera Činghaj, Dušan Rajović
Hrvaška–Slovenija, Dušan Rajović
2019
VN Slovenske Istre, Marko Kump
Mednarodna velika nagrada Rodosa, Dušan Rajović
1. etapa Mednarodna velika nagrada Rodosa, Dušan Rajović
VN Adria Mobil, Marko Kump
4. etapa Beograd–Banja Luka, Marko Kump
1. etapa Dirka po Bihorju, Marko Kump
2. etapa (ITT) Dirka po Bihorju, Dušan Rajović
Velika nagrada Kranja, Marko Kump
Hrvaška–Slovenija, Marko Kump
1. etapa Dirka po Hrvaški, Marko Kump
4. etapa Dirka po Hrvaški, Dušan Rajović
2021
Hrvaška–Slovenija, Žiga Horvat

### Državna prvenstva
2013
 Državno prvenstvo Slovenije v vožnji na čas Klemen Štimulak
2014
 Državno prvenstvo Hrvaške v cestni dirki Radoslav Rogina
 Državno prvenstvo Hrvaške v vožnji na čas Bruno Maltar
 Državno prvenstvo Slovenije v cestni dirki Matej Mugerli
2016
 Državno prvenstvo Slovenije v vožnji na čas David Per
 Državno prvenstvo Hrvaške v cestni dirki Radoslav Rogina
2017
 Državno prvenstvo Srbije v vožnji na čas Dušan Rajović
2018
 Državno prvenstvo Srbije v vožnji na čas Dušan Rajović
2022
 Državno prvenstvo Slovenije v cestni dirki Kristjan Koren